# Komatsu D275A
Komatsu D275A-5 — это тяжёлый трактор на гусеничном ходу, разработанный и производимый компанией Komatsu
Хотя существуют различные конфигурации, обычно D275A выпускается как бульдозер со сменным грейдером и присоединяемым задним разрыхлителем.
Размер, прочность, надёжность и низкие эксплуатационные расходы сделали Komatsu D275A-5 одним из самых популярных гусеничных тракторов, наряду с Caterpillar D9.
- Мощность двигателя, л. с. 410
- Эксплуатационная масса, кг 50850
- Объём отвала, м3 13,7 — 16,6